# Naturschutzgebiet Hardt (Sundern)
Das Naturschutzgebiet Hardt mit 31,8 ha Flächengröße liegt östlich von Westenfeld im Stadtgebiet von Sundern und im Hochsauerlandkreis. Das Gebiet wurde am 15. März 2019 mit dem Landschaftsplan Sundern durch den Kreistag des Hochsauerlandkreises als Naturschutzgebiet (NSG) ausgewiesen. Vorher war das Gebiet ab 1993 Teil vom Landschaftsschutzgebiet Sundern. Das NSG ist umgeben vom Landschaftsschutzgebiet Sundern. Das NSG grenzt im Süden direkt an die K 6 von Westenfeld nach Altenhellefeld, welche auch zum Landschaftsschutzgebiet Sundern gehört. Südlich der K 6 grenzt meist das Landschaftsschutzgebiet Linnepetal zwischen Linnepe und Westenfeld an.

## Beschreibung
Der Landschaftsplan führt zum Naturschutzgebiet Hardt aus: „Die Laubmischwaldparzellen mit einem hohen Eichenanteil stocken auf den südexponierten Hängen eines langen, durch eine Eintalung unterbrochenen Bergrückens. Mit Ausnahme der einbezogenen, bereits in Nadelholz umbestockten Parzellen sind alle Bestände aus Niederwaldnutzung hervorgegangen und haben einen dichten Bestandscharakter. Auf kleineren Flächen mit jungen Stockausschlägen findet jedoch noch aktuell eine Niederwaldnutzung statt. Die alten, gefälleparallelen Holzrutschen sind allenthalben anzutreffen. Im Bereich Hardtschlade ist eine große Fläche in eine Weihnachtsbaumkultur umgewandelt worden.“ Im Zentrum und im Osten des NSG befinden inselartig oder streifenförmig Fichtenbestände im Laubwald.
Der Landschaftsplan führt zu den Naturschutzgebieten mit Niederwald im Stadtgebiet Sundern aus: „Im Plangebiet liegen noch zahlreiche, zumeist gut ausgeprägte Niederwaldflächen. Sie stellen als Relikte einer historischen Waldbewirtschaftungsform Zeugnisse der Kulturlandschaft dieses Gebietes dar. Bei Wiederaufnahme und Fortführung der niederwaldtypischen Bewirtschaftungsform nimmt die vorliegende Fläche innerhalb eines Niederwald-Verbundsystems eine besondere Stellung ein.“

## Schutzzweck
Laut Landschaftsplan erfolgte die Ausweisung zum:
- „Schutz eines wertvollen Wald(bewirtschaftungs)typs, aus faunistischer, vegetationskundlicher und kulturhistorischer Sicht;“
- „Erhaltung und Optimierung eines artenreichen (Nieder-)Waldgebietes durch eine dem Waldtyp angepasste Bewirtschaftung.“
- „Das NSG dient auch der nachhaltigen Sicherung von Vorkommen seltener Tier- und Pflanzenarten.“[1]

## Entwicklungsmaßnahme
Im Landschaftsplan wurde als zusätzliche Entwicklungsmaßnahmen festgeschrieben:
„Vorhandenes Nadelholz ist zu entfernen (§ 13 LNatSchG); Zur Erhaltung der traditionellen Waldbewirtschaftungsweise ist die niederwaldartige Nutzung auf der Fläche im Rahmen vertraglicher Regelungen fortzuführen bzw. wieder aufzunehmen (§ 26 LG).“